# Le Môme boule-de-gomme
Pour plus de détails, voir Fiche technique et Distribution.
Le Môme boule-de-gomme (The Lemon Drop Kid) est un film américain réalisé par Sidney Lanfield et Frank Tashlin, sorti en 1951.

## Fiche technique
- Titre original : The Lemon Drop Kid
- Titre français : Le Môme boule-de-gomme
- Réalisation : Sidney Lanfield et Frank Tashlin
- Scénario : Sidney Lanfield et Edmund Beloin
- Photographie : Daniel L. Fapp
- Musique : Victor Young
- Société de production : Paramount Pictures
- Pays de production :  États-Unis
- Format : Couleurs - 1,66:1 - Mono
- Genre : Comédie dramatique, Comédie romantique
- Durée : 91 minutes
- Date de sortie :
  - États-Unis : 8 mars 1951

## Distribution
- Bob Hope : Sidney Milburn alias The Lemon Drop Kid
- Marilyn Maxwell : Brainey' Baxter
- Lloyd Nolan : Oxford Charlie
- Jane Darwell : Nellie Thursday
- Andrea King : Stella
- Fred Clark : Moose Moran
- Jay C. Flippen : Straight Flush Tony
- William Frawley : Gloomy Willie
- Harry Bellaver : Sam the Surgeon
- Francis Pierlot : Henry Regan
- Harry Shannon : John
- Tor Johnson : le lutteur Super Swedish Angel
- Tom Dugan : No Thumbs Charlie

Acteurs non crédités
- Stanley Andrews : Juge Wilkinson
- Brooks Benedict : l'homme quittant la chambre
- Billie Bird :parieur à l'hippodrome
- Oliver Blake : parieur à l'hippodrome
- Wade Crosby : Policier
- Al Ferguson : Bailiff
- Pat Flaherty : le capitaine de police Swain
- Robert Foulk : Victime
- Slim Gaut : Professeur Murdock
- John Grant : Mug
- Jim Hayward : George
- Victor Kilian : M. Egan
- Jack Kruschen : homme musclé
- John Doucette : homme musclé
- Mary Moder : Holly Seller
- Mary Murphy : une fille
- Emory Parnell : l'homme qui est tombé dans la rue
- Michael Ross : l'homme de main d'Oxford Charlie
- Almira Sessions : Mme Santoro
- Douglas Spencer : le Père Noël maigre
- Emmett Vogan : Rupert